# Село Подгорное (Акмолинская область)
Село́ Подго́рное (каз. Подгорное ауылы) — административная единица в составе Жаксынского района Акмолинской области Республики Казахстан. Административный центр и единственный населённый пункт — село Подгорное. 
С мая 2015 года акимом села является Аубакирова Карлыгаш Каженовна.

## Население
| Численность населения села | Численность населения села | Численность населения села |
| 1989                       | 1999                       | 2009                       |
| -------------------------- | -------------------------- | -------------------------- |
| 1 088                      | 1 023                      | 789                        |

## Состав
| Населённый пункт | Тип населённого пункта       | Население, человек (1989) | Население, человек (1999) | Население, человек (2009) |
| ---------------- | ---------------------------- | ------------------------- | ------------------------- | ------------------------- |
| Подгорное        | административный центр, село | 1 088                     | 1 023                     | 789                       |

## Промышленность
В селе имеется 1 ТОО «Подгорное-1», которое занимается растениеводством и животноводством.
В качестве индивидуальных предпринимателей в селе зарегистрировано 15 человек. В целом, благодаря индивидуальным предпринимателям, работой обеспечены 22 человека.

## Объекты села
В селе имеется Подгорненская средняя школа, детский сад «Балауса», сельский клуб, сельская библиотека, ФАП.